# Furão-pequeno
O furão-pequeno (Galictis cuja) é um animal pertencente à família dos furões, os mustelídeos (Mustelidae), da América do Sul. É encontrado na Argentina, Bolívia, Brasil, Chile, Peru e Paraguai. Tem um corpo fino, alongado com pescoço longo, peito estreito, pernas curtas e uma cauda curta e espessa. A cabeça é pequena e plana com orelhas redondas e largas. O topo da cabeça, as costas, os lados e a cauda são acinzentados. Já o rosto, a garganta, a barriga e as pernas são pretos sólidos ou às vezes cinza, mas menos do que o dorso. A pele é grossa, mas a camada inferior é macia e curta. São semiplantígrados, caminhando parcialmente nas solas dos pés e, apesar da membrana, seus pés estão mais adaptados para correr e escalar do que para nadar. Possuem glândulas odoríferas anais que pulverizam uma substância química nociva semelhante, mas provavelmente mais fraca, do que a dos gambás.
A espécie frequentemente ocorre perto de locais úmidos, florestas e também áreas abertas, incluindo capoeiras. Vivem sob troncos de árvores ou pedras e, em tocas que podem cavar. É extremamente raro na maioria dos habitats. São ativos principalmente durante o dia e no crepúsculo. São monogâmicos, e frequentemente vistos em pares ou em pequenos grupos, provavelmente familiares, que se comunicam por meio de sons (vocalizações). São carnívoros, que se alimentam principalmente de roedores, lagomorfos, aves, sapos, lagartos, cobras e seus ovos. Eventualmente podem predar animais maiores do que eles. Os principais predadores da espécie são o lobo-guará (Chrysocyon brachyurus), jaguarundi (Herpailurus yagouaroundi), gato-maracajá (Leopardus wiedii) e outros pequenos felinos.

## Etimologia e vernáculos
O termo furão advém do latim fūro, ōnis. Em 1543, foi citado como forão. Em espanhol é citado como hurón menor, enquanto em inglês como lesser grison.

## Taxonomia
Atualmente são reconhecidas duas espécies do gênero Galictis: o furão-pequeno (G. cuja) e o furão-grande (G. vittata). Sua taxonomia é longa e complexa, mas a história taxonômica moderna, que iniciou com os trabalhos de Thomas, definiu duas formas de Galictis, uma maior que apresentava uma cúspide no primeiro molar inferior G. vittata, chamado de metaconídeo, e outra forma menor, que não apresentava tal estrutura dentária, G. cuja. Essas características compõem a identificação das espécies de furões durante muitos anos e ainda hoje são uma base para a distinção das espécies de Galictis.
O tempo de divergência entre os táxons foi inferido entre cerca de dois a três milhões de anos. De acordo com os registros fósseis os furões provavelmente se originaram na América do Norte. Posteriormente, representantes do gênero colonizaram a América do Sul durante o Grande Intercâmbio Americano, sendo o primeiro registro neste subcontinente ocorrendo na Argentina há cerca de 3.0 – 2.5 milhões de anos. Segundo a taxonomia, Galictis cuja possui 4 subespécies:
- G. c. cuja (Molina 1782) - Chile;[12]
- G. c. huronax (Thomas 1921);[13]
- G. c. luteola (Thomas, 1907);[14]
- G. c. furax (Thomas 1907).[15]

## Características físicas
Galictis cuja tem um corpo fino, alongado com pescoço longo, peito estreito, pernas curtas e uma cauda curta e espessa. A cabeça é pequena e plana com orelhas redondas e largas. O topo da cabeça, as costas, os lados e a cauda são acinzentados. Já o rosto, a garganta, a barriga e as pernas são pretos sólidos ou às vezes cinza, mas menos do que o dorso. A pele é grossa, mas a camada inferior é macia e curta. Os cabelos na cauda são longos. As pernas são robustas com 5 dedos em cada pé, compostas de garras curtas que são curvas e afiadas. O peito dos pés são cobertos de pelos, mas as solas não possuem. São semiplantígrados, caminhando parcialmente nas solas dos pés e, apesar da membrana, seus pés estão mais adaptados para correr e escalar do que para nadar. Possuem glândulas odoríferas anais que pulverizam uma substância química nociva semelhante, mas provavelmente mais fraca, do que a dos gambás.
Galictis c. Cuja possui uma faixa diagonal acinzentada com uma ponta longa (6-7 milímetros) no dorso, dando uma aparência mais leve do que em outras subespécies. G. c. Furax tem a porção central escura com pelos de cor cinza escuro e relativamente curta. G. c. Huronax é pálido ou branco na faixa diagonal e relativamente mais preto na porção central em comparação com G. c. Luteola, dando ao dorso uma aparência ainda mais escura. G. c. Luteola tem uma faixa diagonal creme. A porção dorsal é preta, e as pontas são mais curtas (4-5 milímetros) e creme.

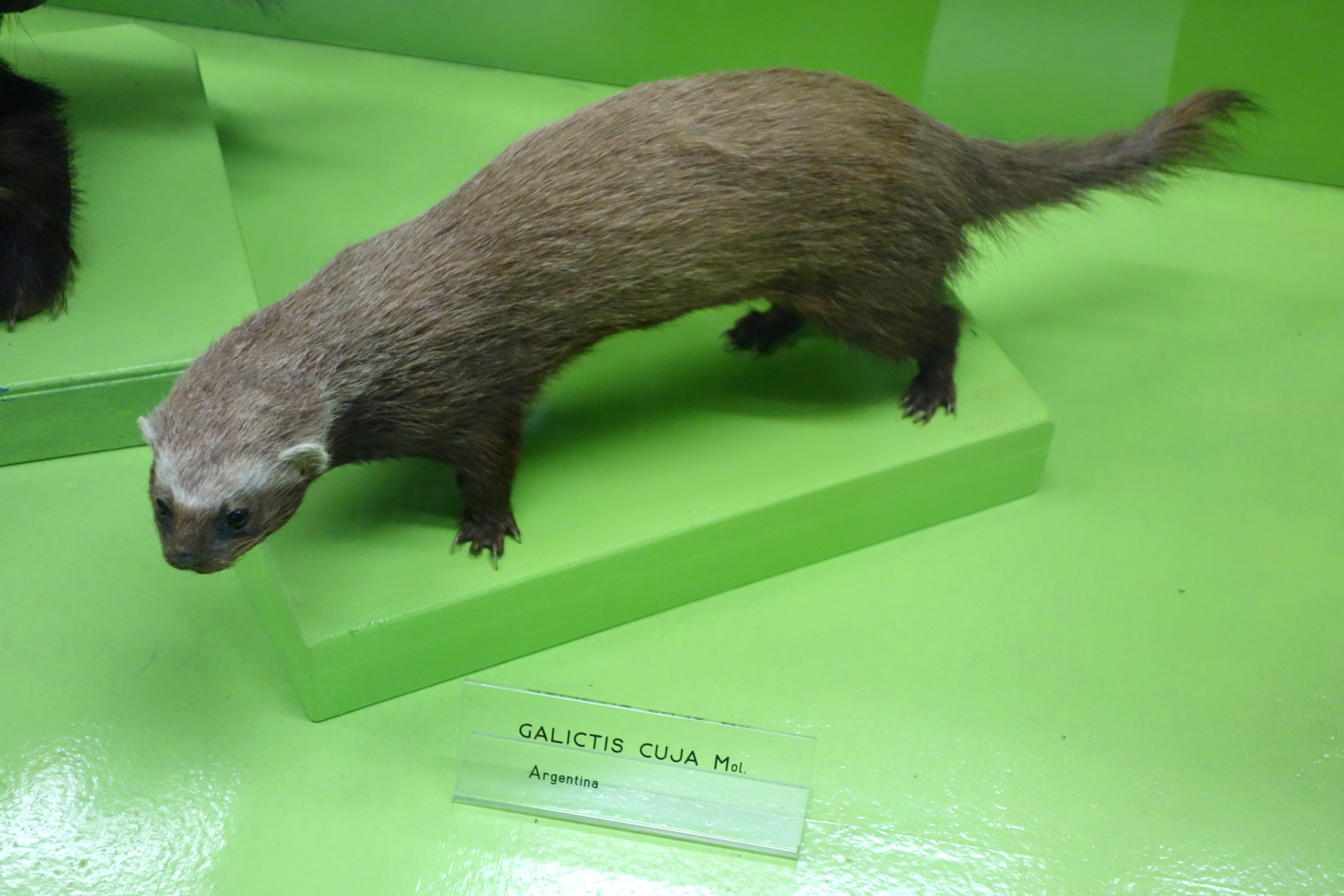
Exemplar taxidermizado exposto no Museu Cívico de História Natural Giacomo Doria de Gênova

## Ecologia e habitat
São ativos principalmente durante o dia e no crepúsculo. São monogâmicos, e frequentemente vistos em pares ou em pequenos grupos, provavelmente familiares, que se comunicam por meio de sons (vocalizações). Os pares caçam juntos quando jovens estão sendo criados. Os tamanhos das ninhadas são de dois a cinco indivíduos. Os jovens podem ser precociais. Caçam principalmente durante o dia, localizando suas presas pelo menos parcialmente pelo cheiro. Dizem que são particularmente ferozes e que brincam com a comida por até 45 minutos antes de comê-la. São carnívoros, que se alimentam principalmente de roedores, lagomorfos, aves, sapos, lagartos, cobras e seus ovos. Também podem consumir frutas, como abacates. Eventualmente podem predar animais maiores do que eles. Os principais predadores da espécie são o lobo-guará (Chrysocyon brachyurus), jaguarundi (Herpailurus yagouaroundi), gato-maracajá (Leopardus wiedii) e outros pequenos felinos.

## Distribuição

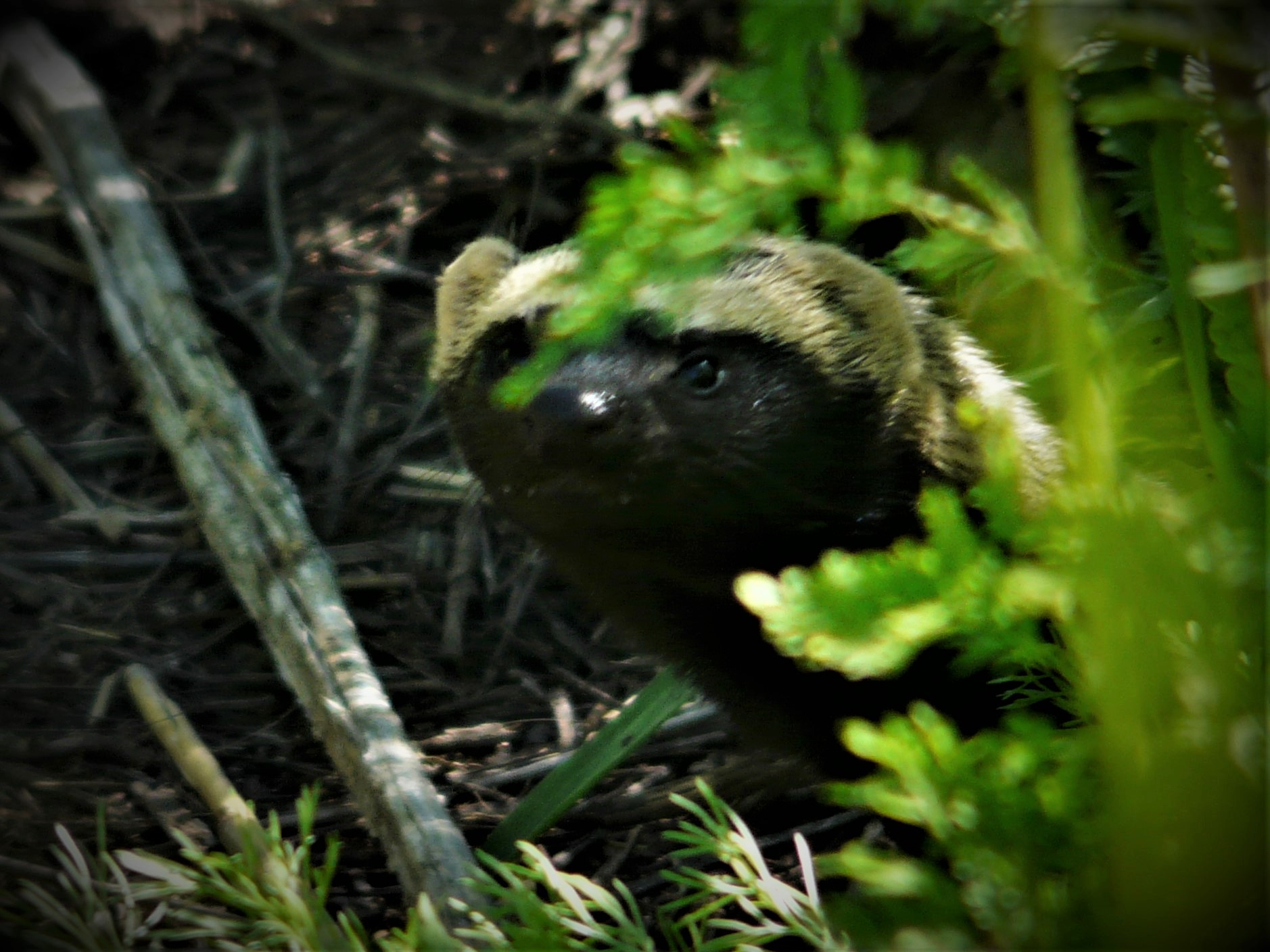
Exemplar registrado na Área Natural Protegida Florindo Donati

A espécie frequentemente ocorre perto de locais úmidos, florestas e também áreas abertas, incluindo capoeiras. Vivem sob troncos de árvores ou pedras e, em tocas cavadas até quatro metros de profundidades (13 pés), cujas entradas são obscurecidas por folhas. É extremamente raro na maioria dos habitats, por exemplo, em uma região da Bolívia onde dos 638 mamíferos registrados apenas um era da espécie Galictis. Ocorre no sul do Peru, no oeste da Bolívia, no centro do Chile, no Paraguai, no Uruguai, na Argentina e no leste ao sudeste do Brasil. No Peru, a espécie ocorre em altitudes elevadas no altiplano sul dos departamentos de Arequipa e Puno.  Os locais na Bolívia são as terras altas andinas, declive leste dos Andes e porção sudeste do país. Ela é observada também em altitudes elevadas no norte do Chile de Arica para o sul e do nível do mar para 3 800 metros no centro do Chile, das províncias de Coquimbo para Valdívia. Galictis ocorre no sul em todo o Uruguai e Argentina e no Paraguai, encontra-se no Chaco e provavelmente em todo o país. No Brasil, ocorre nos estados do Rio de Janeiro, Espírito Santo, São Paulo, Paraná, Rio Grande do Sul, Minas Gerais, Goiás, Alagoas, Ceará, Mato Grosso, Mato Grosso do Sul, Maranhão, Paraíba, Pernambuco e Santa Catarina, na Mata Atlântica, Pantanal, Caatinga, Pampas e Cerrado. Os limites de distribuição entre G. cuja e G. vittata ainda não são bem definidos. No Maranhão há indícios de ocorrência das duas espécies.

## Ameaças e conservação

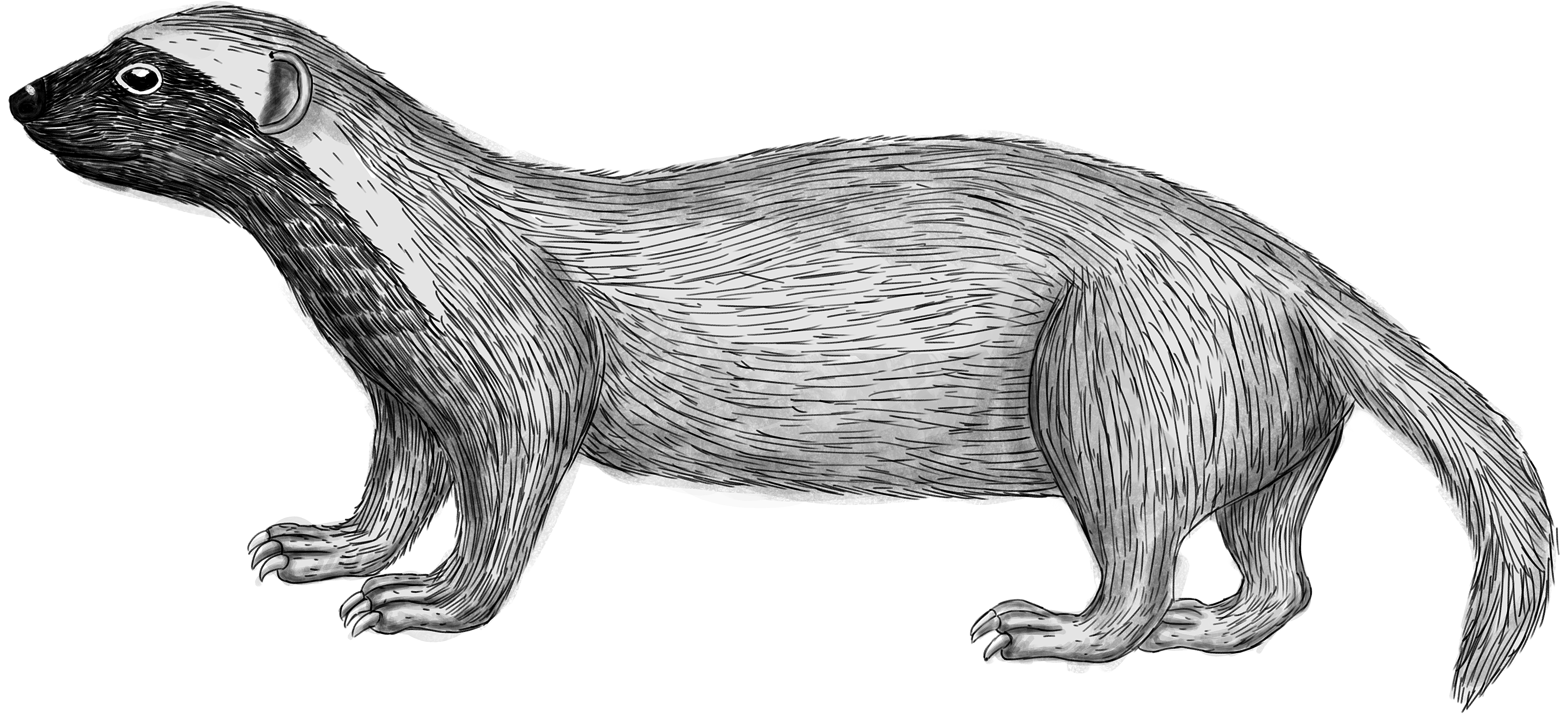
Desenho de um furão-pequeno

As principais ameaças à espécie são a caça, proximidade de animais domésticos, isolamento populacional, incêndios, desmatamento e atropelamentos. As zoonoses também são uma potencial ameaça à espécie, como a dioctofimose, além de cinomose e outras doenças transmitidas por animais domésticos.
A busca bibliográfica, utilizando o nome Galictis cuja como palavra-chave, resultou principalmente em artigos sobre fauna atropelada, o que leva a necessidade de investigar o impacto de atropelamentos sobre as populações da espécie. Normalmente na Bolívia, os espécimes de taxidermia são oferecidos ilegalmente no mercado das bruxas em La Paz. Suas peles são recheadas com lã, o fio brilhante é preso às orelhas e as bobinas de papel serpentino são enroladas em volta do corpo. Esses animais são mantidos por muitos anos para uso em ofertas rituais para Pachamama (Mãe Terra) durante festas religiosas populares.
De acordo com a União Internacional para a Conservação da Natureza (UICN), Galictis cuja não é considerado de interesse global para a conservação, embora isso varie de acordo com o país. Na Argentina é considerado não ameaçado, na Bolívia toda a fauna foi protegida contra a caça, o abismo e a remoção da natureza desde 1990 (Decreto Supremo de Veda Indefinida 22641-Tarifa, 1996), mas Galictis não é de interesse para a conservação. No Chile, Galictis foi protegida da caça e comercialização desde 1929, e isso foi ampliado em 1972 pelo Decreto 40, mas a caça e a coleta são legais sob permissão.

### Relações com os humanos
Furões-menores podem ser domesticados se criados desde tenra idade. Foram usados no passado para caçar chinchilas selvagens, perseguindo-as em tocas de maneira semelhante aos furões, embora as chinchilas sejam agora muito raras para que isso seja viável. Às vezes, ainda são mantidos para controlar roedores em fazendas, embora também possam ser caçados, especialmente onde se acredita que sejam predadores de aves domésticas. Podem atuar como portadores da doença de Chagas. Seus corpos também foram usados como amuletos mágicos na Bolívia, onde suas peles são recheadas com lã e decoradas com fitas e papel para serem usadas em oferendas rituais para Pacha Mama. Um aparente sepultamento sacrificial da Argentina foi datado de 1 420 A.P.. Foi enterrado junto com restos humanos, usando um colar decorado, colocado em uma pele de animal e associado a vários outros bens funerários e corpos de camundongos.